# スム
スム（ウズベク語: soʻm / сўм）は、ウズベキスタンの通貨。ISO 4217の通貨コードはUZSである。

## 概要
旧ソビエト連邦時代、カザフ、キルギス、ウズベク各共和国ではソ連通貨であったルーブルがスム（ソム）と呼ばれており、通貨の裏側に15の連邦構成国語で書かれた額面にもそう記載があった。連邦崩壊後に独立したウズベキスタンもその呼称を採用した（キルギスもキルギス・ソムを採用したが、一方カザフスタンではテンゲという新単位が導入されている）。スムとは、カザフ語、キルギス語、ウズベク語に限らずトゥルク系諸言語において純金を意味する。
ソビエト連邦の崩壊後も、旧ソ連諸国の多くはソビエト連邦ルーブルをそのまま使用し続けていたが、1993年7月26日にロシアが新ロシア・ルーブルを発行したのを機に各国も独自通貨を発行し始めた。1993年11月15日、ウズベキスタンは新通貨スムを発行し、ルーブルと交換した。1、3、5、10、25、50、100、200、500、1000、5000 および 10,000スムが発行されたが、これは当初より過渡的なものと考えられていたため、紙幣のデザインはかなり単純化されたものであった。
1994年7月1日、2番目のスム（新スム）が発行され、1新スム＝1000旧スムのレートで交換された。スムの下に100分の1であるティインという単位も導入された。
1994年から2000年まで、第1シリーズの硬貨として、1、3、5、10、20、50ティイン、1、5、10スムの硬貨が発行され、2000年から2004年まで、第2シリーズの硬貨として、1、5、10、50、100スムの硬貨が発行された。また紙幣は、1994年に1、3、5、10、25、50、100スムの紙幣が、1997年から2001年まで200、500、1000スムの紙幣が、更に2013年から2019年まで5000、1万、5万、10万スムの紙幣が発行された。
ウズベキスタンでは、ソ連からの独立以後、公共物のラテン文字化を進めたが、紙幣は例外的に国民に浸透している旧来のキリル文字が使用されている。ただし、2013年に新たに発行された5000スム札からラテン文字表記となった。なお、硬貨は、既にラテン文字化されている。
インフレが進行した結果、2017年時点では小額紙幣や硬貨はほぼ流通しておらず、100スム以上の紙幣のみが用いられる状況となっていた。また公定レートと闇レートの乖離も激しく、2016年時点で公定レートの1ドル2837スムに対して闇レートが1ドル5950スムと倍以上の価格差が生じていたが、2017年9月には公定レートが闇レートと同水準の1ドル8100スムへと92.4%切り下げられている。
インフレを受け、現在発行されている最新シリーズの硬貨・紙幣は、2018年に発行が開始された第3シリーズの硬貨の50、100、200、500スム硬貨（以上ニッケルメッキ鋼鉄製）、2022年発行の1000スム硬貨（バイメタル貨）、2021 - 2022年シリーズの紙幣の2000、5000、1万、5万、10万、20万スムの紙幣である。旧シリーズの硬貨・紙幣については、ティイン単位の硬貨を含む第1シリーズの硬貨は2020年に流通停止、2021年に交換停止・失効し、第2シリーズの硬貨は50スム以上が2019年、10スム以下が2020年に流通停止、500スム以下の旧シリーズ紙幣は2020年までに流通停止となった。そのためティインは現在では現金の単位としては使われておらず、50スム硬貨が現金の最小単位となっている。1000スム以上の旧シリーズ紙幣は現在でも有効である。